# بطولة العالم للشطرنج 1990
بطولة العالم للشطرنج 1990 (بالفرنسية: Championnat du monde d'échecs 1990)‏ هو موسم من بطولة العالم للشطرنج. أقيم خلال الفترة 8 أكتوبر 1990 وحتى 7 نوفمبر 1990، وفاز فيه غاري كاسباروف.